# Praktlilja
Praktlilja (Lilium speciosum) är en art i familjen liljeväxter. Den förekommer i Kina, Japan och på Taiwan. Den trivs på platser i skogar eller på gräsmarker. Den odlas som trädgårdsväxt i Sverige.
Praktlilja är en flerårig ört med lök, 60–180 cm stor. Löken är rund till äggrund, cirkaa 6 cm i diameter, med vita lökfjäll. Bladen är strödda och lansettlika, 7–18 × 1–5 cm, med 3–5  nerver.
Den har 1–5 (1–15 eller fler i odling) blommor i en klase, nickande, 10–15 cm i diameter och doftande. Hyllebladen är starkt tillbakarullade, vita till vita med rosa- till purpuranstrykning, purpur prickar och purpur papiller. Ståndare och pistill gröna, pollen purpurbrunt. Blommar på sensommaren eller hösten.

## Varieteter
- var. speciosum – hylleblad vita med rosa till purpur anstrykning, purpur prickar och purpur papiller över stor del av ytan. Japan.
- var. gloriosoides – hyllebladen är smalare, vita med endast en tredjedel eller halva ytan prickad i purpurrött. Kina, Taiwan.

## Sorter och hybrider
Hybrider mellan gullbandslilja (L. auratum) och praktlilja (L. speciosum) har fått namnet Lilium ×parkmannii.
- 'Album' – blommor vita men grön ton mot basen.
- 'Album-Novum' – blommor vit med grön ton mot basen. Större blommor än 'Album'.
- 'Kraetzeri' – blommor rent vita med grön mitstrimma.
- 'Rubrum' – stjälkar med purpur anstrykning. Hylleblad djupt purpur.
- 'Uchida' – mörkt rosa med en smal vit kant (Iwataro Uchiyama, 1964).

## Synonymer
var. gloriosoides Baker
- Lilium speciosum f. sanguineopunctatum S.Abe & Tamura, 1981 nom. inval.

var. speciosum
- Lilium speciosum f. album Masters
- Lilium speciosum f. album-novum Mallet
- Lilium speciosum f. coccineum S.Abe & Tamura, 1981 nom. inval.
- Lilium speciosum f. compactum S.Abe & Tamura, 1981 nom. inval.
- Lilium speciosum f. concolor S.Abe & Tamura, 1981 nom. inval.
- Lilium speciosum f. erectum Walker
- Lilium speciosum f. kraetzeri Duch. ex Baker, 1874
- Lilium speciosum f. melpomene Elwes
- Lilium speciosum f. metaroseum S.Abe & Tamura, 1981 nom. inval.
- Lilium speciosum f. punctatum Courtois
- Lilium speciosum f. radiatum S.Abe & Tamura, 1981 nom. inval.
- Lilium speciosum f. rubropunctatum S.Abe & Tamura, 1981 nom. inval.
- Lilium speciosum f. rubrum Mast.
- Lilium speciosum f. vestale Masters
- Lilium speciosum f. vittatum S.Abe & Tamura
- Lilium speciosum var. album Masters ex Baker, 1873
- Lilium speciosum var. clivorum S.Abe & Tamura, 1981
- Lilium speciosum var. magnificum Wallace
- Lilium speciosum var. roseum Masters ex Baker, 1873
- Lilium speciosum var. rubrum Masters ex Baker, 1873
- Lilium speciosum var. tametomo Sieb. et Zucc.
- Wikimedia Commons har media som rör Praktlilja.